# Діане Крюгер
Діа́не Крю́гер (англ. Diane Kruger; при народжені Гайдкрюґер (нім. Heidkrüger); нар. 15 липня 1976, Альгерміссен, Німеччина) — німецька акторка, модель, режисерка та активістка.
Народилася в селищі Альгерміссен в Нижній Саксонії. В дитинстві займалася балетом, після чого розпочала кар'єру моделі. Уклала контракт з агентством Elite Model і виступала для таких модельєрів, як Крістіан Діор, Ів Сен-Лоран, Джил Сандер, Джорджо Армані, Луї Віттона; а також для марок Dolce & Gabbana, L'Oréal. Її фотографії публікували у таких журналах, як Vogue, Elle, Cosmopolitan, Glamour, Maxim та інші.
Після успіху в модельній кар'єрі Діане Крюгер вирішила спробувати себе в кіномистецтві. 1997 року вона стала вивчати акторську майстерність у спеціалізованій школі Cours Florent. 2003 року на Каннському кінофестивалі отримала приз компанії «Шопар» як найкраща молода акторка. Найвідоміші ролі Крюгер виконала у фільмах «Троя» (2004), «Скарб нації» (2004) і його продовженні «Скарб нації 2: Книга Таємниць» (2007), «Щасливого Різдва» (2005), «Пан Ніхто» (2009), «Безславні виродки» (2009), «Невідомий» (2011), «На межі» (2017) та інших. За «Безславні виродки» Крюгер отримала номінацію на премію Гільдії кіноакторів США як найкраща акторка другого плану, за роль у фільмі «На межі» вона отримала приз Каннського кінофестивалю за найкращу жіночу роль. Крюгер знімається переважно англійською та французькою мовами.

## Біографія

### Юність
Діане Гайдкрюґер народилася 15 липня 1976 року в невеликому німецькому селищі Альгерміссен, недалеко від міста Гільдесгайм в Нижній Саксонії. Її мати Марія-Тереза Гайдкрюґер була банківською службовицею, а батько Ганс-Генріх Гайдкрюґер — комп'ютерним фахівцем. У Діане є молодший брат Штефан. Пізніше вона заявляла, що одна з її бабусь була полькою.
Будучи ще зовсім малою, Діане мріяла займатися балетом. Почала танцювати з 2 років. Трохи подорослішавши, у себе на батьківщині відвідувала балетну школу. Завдяки своїм старанням опинилася на рекламних плакатах школи і вже через два роки мала четвертий розряд.
У 1989 році, коли Діане було 13 років, її батьки розлучилися. Після чого матері довелося виховувати двох дітей одній. Тому між заняттями в школі Діане розносила пошту і підробляла в піцерії. З батьком акторка не спілкується протягом багатьох років. Батько вважає, що мати спеціально налаштувала дітей проти нього. Він кілька разів публічно звертався до дочки, але відповіді не було.

### Початок кар'єри
У 1991—1999 роках Діане Крюгер почала модельну кар'єру. Вона взяла участь у престижному конкурсі «Зовнішність року» (Look of the year), в якому посіла перше місце. Ця подія стала переломною в фотомодельній кар'єрі Крюгер. Незабаром вона підписала контракт з одним з найуспішніших агентств Elite Model і почала представляти одяг та парфумерію багатьох відомих торгових марок, серед яких були Christian Dior, Yves Saint Laurent, Jil Sander, Dolce & Gabbana, Armani. Крім цього, успішна фотомодель з'являлася на обкладинках таких глянцевих видань, як Vogue, ELLE і інших.
Крюгер усвідомлювала, що кар'єра моделі не може тривати надто довго, тому вирішила спробувати кіномистецтво.
У 1997 вона взяла участь у кастингу фільму «П'ятий елемент» французького режисера Люка Бессона. Але оскільки тоді Крюгер не дуже добре володіла французькою, роль їй не дісталася. Проте Бессон порадив їй кинути модельний бізнес і серйозно зайнятися акторською професією, вважаючи, що її чекає блискуче акторське майбутнє. Бессон порекомендував їй переїхати в Париж і взяти псевдонім Крюґер (Kruger) замість Гайдкрюґер (Heidkrüger). В парижі Діана Крюгер почала навчатися акторської майстерності в спеціалізованій школі Cours Florent. Після старанних занять у 2002 вона стала найкращою на курсі.
Як акторка дебютувала в 2002 роллю Еріки в незалежній малобюджетній постановці «Віртуоз» режисера Жана-П'єрра Ру з Деннісом Гоппером і Крістофером Ламбертом в головних ролях. Прем'єра фільму відбулася 6 жовтня 2002 на турецькому телебаченні, після чого він вийшов на VHS і DVD носіях в деяких країнах.
Потім Крюгер виконала епізодичну роль повії у кримінальному фільмі французького режисера Седріка Клапіша «Ні за, ні проти (а зовсім навпаки)» (2002).
Однак публічно помітною Крюгер стала після ролі Клари Брустал у фільмі «Як скажеш» (2002). Акторка знялася зі своїм чоловіком Гійомом Кане, який був режисером фільму і отримав номінацію на премію Сезар.
2003 рік, не надто плідний для Крюгер, приніс їй справжню популярність в Європі. Вона знялася лише в бойовику Луї-Паскаля Кувелера «Мішель Вальян: Жага швидкості», де виконала одну з головних ролей (Джулії Вуд).

### Визнання
Світову популярність Діане Крюгер приніс 2004 рік, коли вона знялася у 4 фільмах. Під час знімання в її першій американській картині Пола Макгігана «Одержимість» (2004), де вона виконала одну з головних ролей Лізи разом з такими акторами, як Джош Гартнетт, Роуз Бірн і Меттью Ліллард, - Крюгер також пройшла кастинг на роль Єлени Троянської в історичному фільмі Вольфганга Петерсена «Троя» (2004). У картині знялися зірки першої величини Бред Пітт, Ерік Бана, Орландо Блум, Шон Бін.
Ця роль дісталася їй нелегко: Крюгер мусила обійти понад 3000 інших акторок. Вирішальним фактором виявилося те, що режисер шукав невідому акторку. На вимогу Вольфганга Петерсена Крюгер набрала 7 кілограмів, аби Єлена на екрані виглядала «круглішою». Тому Крюгер, яка звикла до ваги 48 кілограмів, на зніманні довелося дотримуватися спеціальної дієти, щоб підтримувати класичні грецькі форми. Однак це окупилося: «Троя», що вийшла у світовий прокат у травні 2004 року, стала одним з найкращих фільмів року, зібравши в прокаті близько 500 мільйонів доларів. Також фільм претендував на премію Оскар в номінації «Найкращі костюми». Після прем'єри преса назвала Крюгер «Відкриттям Голлівуду».
У жовтні 2004 року на екрани вийшов ще один спільний фільм Крюгер та її чоловіка — «Глюк». Проте, на відміну від чоловіка, який зіграв головну роль у фільмі, Крюгер отримала другорядна роль працівниці нічного клубу. У картині також взяв участь Жан-Клод Ван Дам. Після цього була головна роль в пригодницькому фільмі Джона Тартелтауба «Скарб нації», що вийшов на екрани наприкінці року. Крюгер виконала роль Абіґейл Чейз — шукачки скарбів і подруги Бенджаміна Ґейтса (Ніколас Кейдж). Також у фільмі знялися Джон Войт, Шон Бін і Джастін Барта. Фільм виявився успішним не тільки в прокаті, а й для самої Крюгер, бо, на думку багатьох глядачів, їй вдалося затьмарити навіть Кейджа. 2005 року за цю роль акторка отримала номінацію на премію Сатурн, яку вручає Академія наукової фантастики, фентезі та фільмів жахів.

### Продовження кар'єри

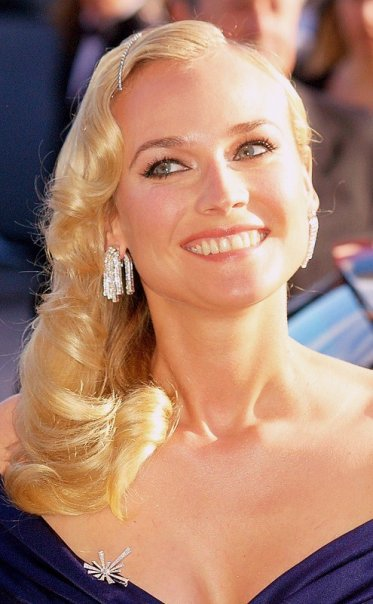
Діане Крюгер у 2009

У 2005 році Крюгер знялася у драмі Фаб'єни Берту «Френкі» в однойменній головній ролі Френкі. Цю картину Крюгер також спродюсувала. Під час знімання вона три тижні провела у психіатричній лікарні, будучи єдиною акторкою на екрані: всі інші — справжні хворі. А найуспішнішою роботою Крюгер того року була військова драма «Щасливого Різдва» французького режисера Крістіана Каріона: роль співачки Анни Соренсен, яка під час Першої світової війни вирушила на фронт. Фільм отримав номінації в категорії «Найкращий іноземний фільм» на такі престижні нагороди як Оскар, Золотий глобус і BAFTA. Це був третій фільм, в якому акторка знімалася з чоловіком.
У березні 2006 року відбулася прем'єра французького пригодницького бойовика «Тигрові загони» про події в Парижі початку XX століття. Крюгер зіграла дружину російського князя Констанса Радецького. Але найбільше, за власними словами, їй сподобалося працювати у фільмі «Як Бетховен» (2006) польської режисерки Агнешки Голланд, де її партнером на знімальному майданчику був Ед Гарріс в ролі композитора Людвіга ван Бетховена. Акторка виконала роль Анни Гольц — студентки Віденської консерваторії і асистентки композитора. Прем'єра фільму відбулася 10 вересня 2006 на міжнародному кінофестивалі у Торонто.
16 травня та 27 травня 2007 року Діане Крюгер вела церемонії відкриття та закриття 60-го Каннського кінофестивалю.
Попри успішну акторську кар'єру, Крюгер не покинула модельний бізнес і восени 2004 представила колекцію модельєра Луї Віттона. Крім цього, Крюгер періодично бере участь в показах одягу і з'являється на обкладинках відомих журналів світу. В грудні 2007 року її фото було на обкладинці Cosmopolitan.
Найбільш значущим фільмом Діане Крюгер у 2007 році є картина Джона Тартелтауба «Скарб нації: Книга Таємниць», пригодницький бойовик компанії Walt Disney Pictures, світова прем'єра якого відбулася 21 грудня. У цій картині, продовженні фільму «Скарб нації» (2004), вона знову знялася в ролі Ебіґейл Чейз разом з Ніколасом Кейджем.
Крім цього, в 2007 році відбулися світові прем'єри ще 3 фільмів за участю Крюгер. Це пригодницький фільм Річарда Шепарда «Полювання Ганта», де одну з головних ролей зіграв Річард Гір; екранізація мемуарів Нельсона Мандели «Прощавай, Бафано» данського режисера Біллі Ауґуста (Крюгер грає одну з головних ролей — Ґлорію Ґреґорі, разом з Джозефом Файнсом).
Також в день закриття Каннського кінофестивалю 27 травня 2007 поза конкурсною програмою відбувся показ комедії канадського режисера Дені Аркана «Епоха затьмарення», де Крюгер виконала одну з головних ролей.

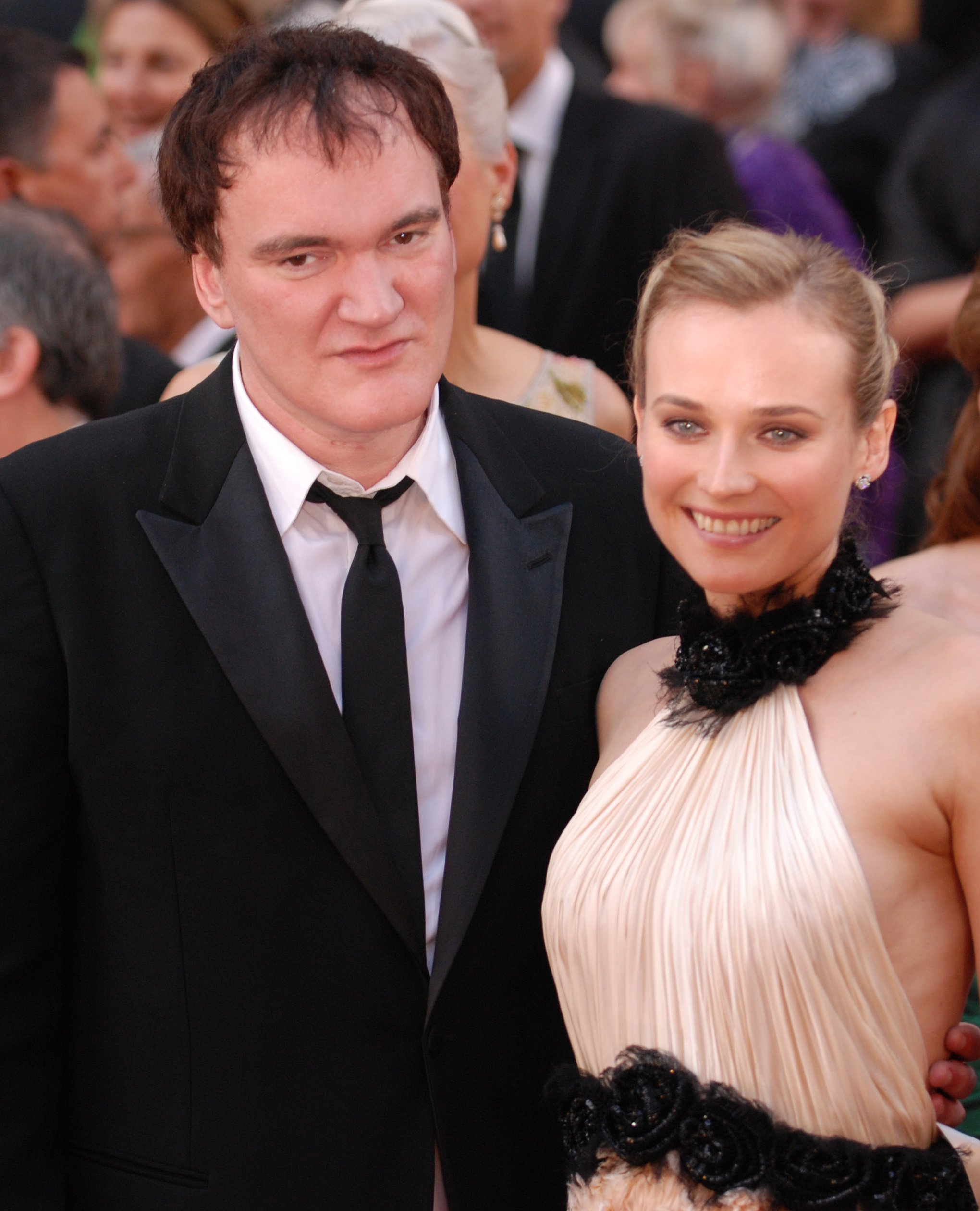
Діане Крюгер і Квентін Тарантіно на 82-й церемонії Оскар, 7 березня 2010

2009 року Крюгер втілила німецьку кінодіву Бріджет фон Гаммерсмарк, яка виявилася шпигункою союзницької армії, у фільмі Квентіна Тарантіно «Безславні виродки». Цей фільм став одним з найуспішніших в кар'єрі акторки. За нього вона отримала номінацію на премію Гільдії кіноакторів США як найкраща акторка другого плану.
Також у цьому році відбулася прем'єра фантастичного фільму «Пан Ніхто» бельгійського режисера Жако Ван Дормеля, який переважно фінансувався за рахунок європейських джерел і був виданий обмеженим тиражем в деяких країнах в 2010 році. Дія картини відбувається в майбутньому, коли головний герой (Джаред Лето) раптово прокидається немічним старим і розуміє, що він є останнім смертним на планеті, доживаючи свій вік серед щасливих безсмертних людей. Крім Діане Крюгер, яка виконала роль Анни, в картині брала участь Сара Поллі. Роль Анни також могла дістатися Еві Грін. Світова прем'єра відбулася 12 вересня 2009.
У квітні 2010 року Крюгерз'явлилася в камео у американському телесеріалі «Межа» в епізоді з своїм бойфрендом Джошуа Джексоном, який грає знаменитість. 2010 року Крюгер з'явилася і в кліпі на пісню «Somebody to Love Me» англійського музиканта Марка Ронсона, де зіграла Боя Джорджа.
В 2011 році знялася у фільмі «Невідомий» з Ліам Нісон та Дженьюарі Джонс. Цього ж року було оголошено, що вона замінить Єву Ґрін у ролі Марії-Антуанетти у франкомовному фільмі «Прощавай, моя королево» (2012).
У 2012 році Діане Крюгер відкрила 62-й Берлінський кінофестиваль стрічкою «Прощавай, моя королево». В цьому ж році вона була в журі основного конкурсу на 65-му Каннському кінофестивалі.
Серед наступних робіт акторки: картина Гостя, екранізація роману Стефені Маєр «Господиня», який вийшов у березні 2013 року.
В липні 2012 року повідомляли, що акторка візьме участь у зніманні фільму «Green Blade Rising», в ролі мачухи Авраама Лінкольна. Продюсером картини мав виступити Терренс Малік. Також Діане Крюгер була затверджена на головну роль у комедії «Від п'яти до семи» (5 to 7) в ролі дружини французького дипломата, яка починає поліаморні стосунки з письменником-початківцем (Антон Єльчін).

## Особисте життя
1 вересня 2001 року 25-річна Крюгер одружилася з французьким актором і режисером Гійомом Кане, з яким познайомилася на дружній вечірці в одному з паризьких клубів. Після 5 років спільного життя у 2006 році вони розлучилися. З червня 2006 року акторка зустрічалася з Джошуа Джексоном. В червні 2013, після 7 років стосунків з'явилися чутки, що пара готується до весілля. Приводом до цього стала поява у Крюгер обручки.
В інтерв'ю журналу Glamour Крюгер сказала:
|  | Хоч звучить це песимістично, але я дізналася, що я не вірю в шлюб. Я вірю в зобов'язання, які ти даєш у своєму серці. Ніякі папери тебе не утримають. Мій друг сказав, і це звучить логічно, що люди повинні одружуватися в кінці дороги, а не на початку. |

У липні 2016 року Крюгер і Джексон розійшлися після 10 років стосунків.
Від 2016 року Крюгер перебуває у стосунках з актором Норманом Рідусом, від якого у листопаді 2018 року народила доньку. З Рідусом вона знімалася у фільмі «Небо» (2015).

## Фільмографія

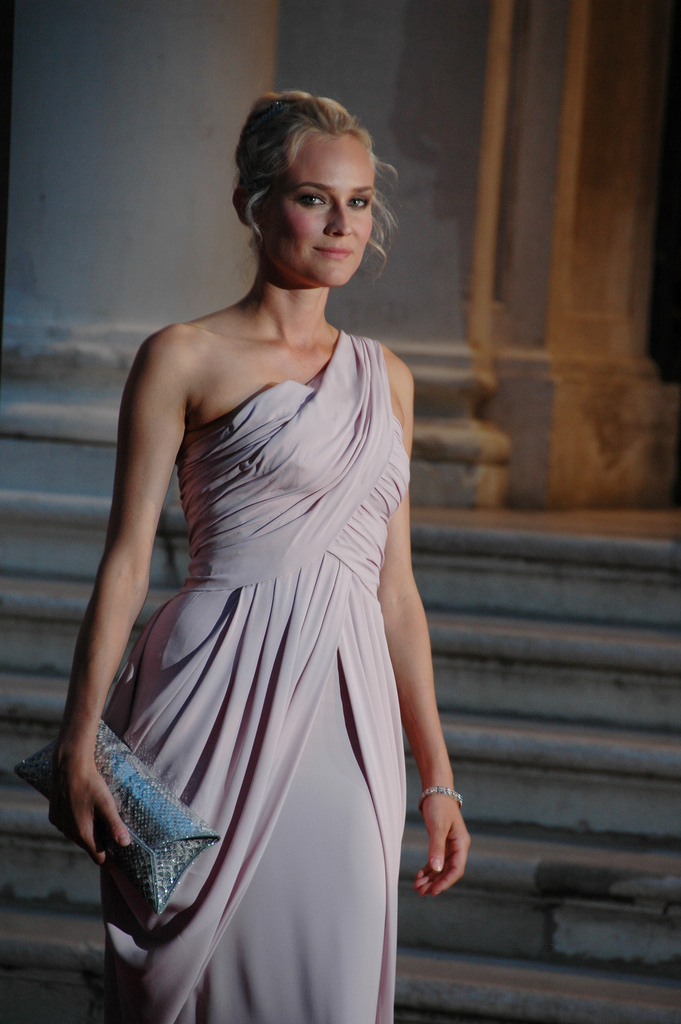
Діане на 65 Венеційському кінофестивалі, серпень 2008

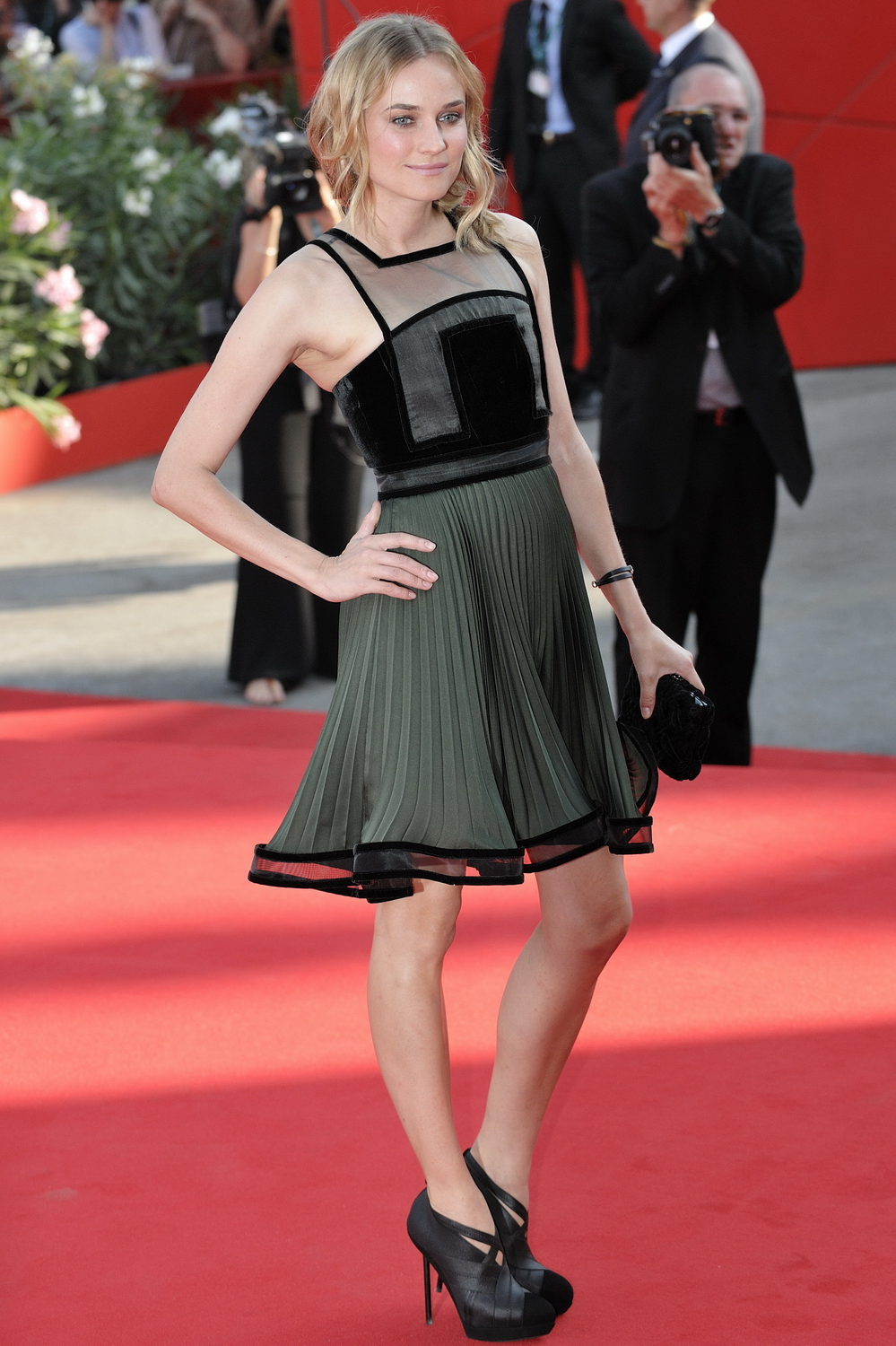
Діане на 66 Венеційському кінофестивалі, вересень 2009

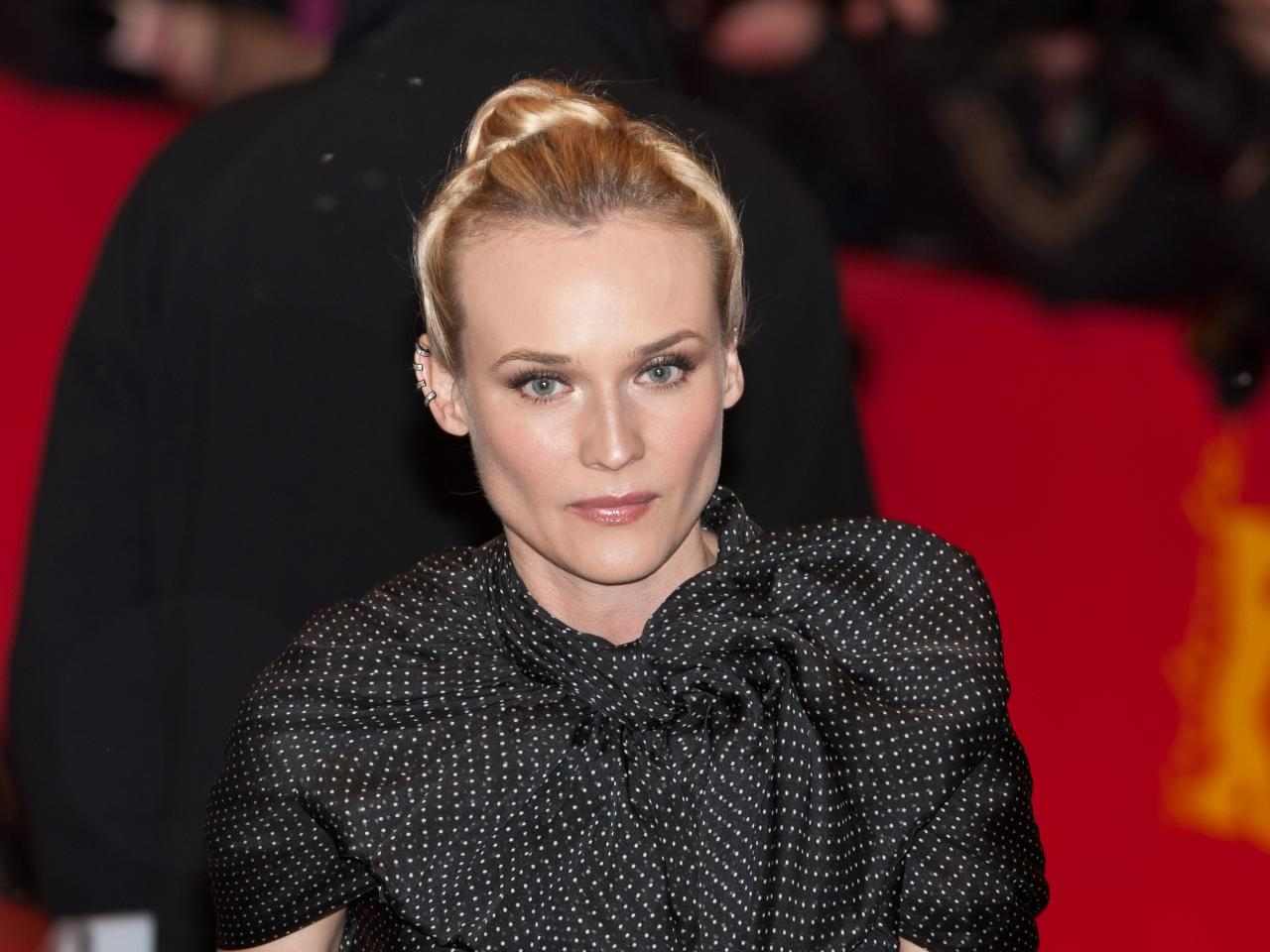
Діане Крюгер на 62-му Берлінському кінофестивалі, 9 лютого 2012

### Фільми
| Рік  |     | Українська назва                   | Оригінальна назва                        | Роль                        |
| ---- | --- | ---------------------------------- | ---------------------------------------- | --------------------------- |
| 2001 | кф  |                                    | Point de lendemain                       | Агнес                       |
| 2002 | ф   | Віртуоз                            | The Piano Player                         | Еріка                       |
| 2002 | ф   |                                    | Mon Idole                                | Клара Брустал               |
| 2003 | ф   | Ні за, ні проти (а зовсім навпаки) | Ni pour, ni contre (bien au contraire)   | дівчина за викликом         |
| 2003 | ф   | Мішель Вальян: Жага швидкості      | Michel Vaillant                          | Джулі Вуд                   |
| 2004 | ф   | Троя                               | Troy                                     | Єлена                       |
| 2004 | ф   | Одержимість                        | Wicker Park                              | Ліза                        |
| 2004 | ф   | Нарко                              | Narco                                    | дівчина в нічному клубі     |
| 2004 | ф   | Скарб нації                        | National Treasure                        | Ебігейл Чейз                |
| 2005 | ф   | Щасливого Різдва                   | Joyeux Noël                              | Анна Соренсен               |
| 2005 | ф   | Френкі                             | Frankie                                  | Френкі                      |
| 2006 | ф   | Тигрові загони                     | Les Brigades du Tigre                    | принцеса Констанса Радецькі |
| 2006 | ф   | Як Бетховен                        | Copying Beethoven                        | Анна Гольц                  |
| 2007 | ф   | Прощавай, Бафано                   | Goodbye Bafana                           | Ґлорія Ґреґорі              |
| 2007 | ф   | Епоха затьмарення                  | L'âge des ténèbres                       | Вероніка Стар               |
| 2007 | ф   | Полювання Ганта                    | The Hunting Party                        | Мар'яна                     |
| 2007 | ф   | Скарб нації 2: Книга Таємниць      | National Treasure: Book of Secrets       | Ебігейл Чейз                |
| 2008 | ф   | Усе заради неї                     | Pour elle                                | Ліза Оклер                  |
| 2009 | мф  | Диваки                             | Lascars                                  | Клеман Сант'єпі (голос)     |
| 2009 | ф   | Безславні виродки                  | Inglourious Basterds                     | Бріджет фон Гаммерсмарк     |
| 2009 | ф   | Справа Фаруелла                    | L'affaire Farewell                       | жінка на пробіжці           |
| 2009 | ф   | Пан Ніхто                          | Mr. Nobody                               | Анна                        |
| 2010 | ф   | Босоніж по слимаках                | Pieds nus sur les limaces                | Клара                       |
| 2010 | ф   |                                    | Inhale                                   | Даян Стентон                |
| 2011 | ф   | Невідомий                          | Unknown                                  | Джина                       |
| 2011 | ф   | Загін особливого призначення       | Forces spéciales                         | Ельза                       |
| 2012 | ф   | Прощавай, моя королево             | Les Adieux à la reine                    | Марія-Антуанетта            |
| 2012 | ф   | Заміж на 2 дні                     | Un Plan Parfait                          | Ізабель                     |
| 2013 | ф   | Гостя                              | The Host                                 | Шукач / Лейсі               |
| 2013 | ф   | Хлопці, Ґійоме, до столу!          | Les Garçons et Guillaume, à table!       | Інгеборг                    |
| 2013 | ф   |                                    | The Galapagos Affair: Satan Came to Eden | Маргрет Віттмер(англ.)      |
| 2014 | ф   |                                    | The Better Angels                        | Сара Буш Лінкольн           |
| 2015 | ф   | Меріленд                           | Maryland                                 | Джессі                      |
| 2015 | ф   | Небо                               | Sky                                      | Ромі                        |
| 2015 | ф   | Батьки та дочки                    | Fathers and Daughters                    | Елізабет                    |
| 2016 | ф   | Афера під прикриттям               | The Infiltrator                          | Кеті Ерц                    |
| 2017 | ф   | На межі                            | Aus dem Nichts                           | Катя Шекерджі               |
| 2017 | ф   | Усе, що нас розділяє               | Tout nous sépare                         | Джулія Келлер               |
| 2018 | ф   | Джеремая Термінатор ЛеРой          | 'JT LeRoy'                               | Єва Авалон                  |
| 2018 | ф   | Ласкаво просимо до Марвена         | Welcome to Marwen                        | Дея Торіс                   |
| 2019 | ф   | Оперативник                        | The Operative                            | Рейчел                      |
| 2019 | док |                                    | QT8: The First Eight                     | у ролі самої себе           |
| 2022 | ф   | 355                                | 355                                      | Марі Шмідт                  |
| 2022 | ф   | Перше кохання                      | First Love                               | Кей Олбрайт                 |
| 2022 | ф   |                                    | Out of the Blue                          | Мерилін                     |
| 2022 | ф   | Марлоу                             | Marlowe                                  | Клер Кавендіш               |
| 2023 | ф   |                                    | Visions                                  | Естель                      |
| 2024 | ф   | Саван                              | The Shrouds                              | Бекка / Террі / Ханні       |

### Серіали
| Рік       |    | Українська назва        | Оригінальна назва          | Роль                                                                          |
| --------- | -- | ----------------------- | -------------------------- | ----------------------------------------------------------------------------- |
| 2002      | с  |                         | Duelles                    | Сабіна (Епізод: "Mauvaise conduite")                                          |
| 2010      | с  | Межа                    | Fringe                     | Міранда Грін (Епізод: "Olivia. In the Lab. With the Revolver.")               |
| 2013—2014 | с  | Міст                    | The Bridge                 | Соня Кросс (26 епізодів)                                                      |
| 2017      | с  | Історія Келліенн Конвей | The Kellyanne Conway Story | Келліенн Конвей (4 епізоди)                                                   |
| 2020      | мс | Робоцип                 | Robot Chicken              | Керолін Флек (голос, Епізод: "Callie Greenhouse in: Fun. Sad. Epic. Tragic.") |
| 2022      | с  | Серед акул              | Swimming with Sharks       | Джойс Холт (6 епізодів)                                                       |

### Музичні відео
- 2010 — «Somebody to Love Me» — Mark Ronson & The Business Intl

## Нагороди
Бамбі
- 2004: Премія в категорії «Кар'єра»
- 2017: Спеціальна премія — фільм «На межі»

Каннський кінофестиваль
- 2003: Приз «Трофей Шопар» найкращій молодій акторці
- 2017: Приз за найкращу жіночу роль у фільмі "На межі"

Central Ohio Film Critics Association
- 2010: Премія: Найкращий акторський склад, за фільм "Безславні виродки.

Золота Камера
- 2010: Приз найкращій міжнародній акторці, за фільм «Безславні виродки»[31]

Phoenix Film Critics Society Awards
- 2009: Найкращий акторський склад — «Безславні виродки»

San Diego Film Critics Society Awards
- 2009: Найкращий акторський склад — «Безславні виродки»

Online Film Critics Society Award
- 2010: Номінація: Найкраща кіноакторка другого плану, за фільм «Безславні виродки»

CinEuphoria Awards
- 2010: Найкращий акторський склад — «Безславні виродки» (2009)

Сатурн
- 2005: Номінація: Найкраща кіноакторка другого плану, за фільм «Скарб нації»
- 2010: Номінація: Найкращий акторський склад, за фільм «Безславні виродки»

Премія Гільдії кіноакторів США
- 2010: Премія: Найкращий акторський склад, за фільм «Безславні виродки»
- 2010: Номінація: Найкраща кіноакторка другого плану, за фільм «Безславні виродки»

Teen Choice Awards
- 2008: Номінація: Choice Movie Акторка: Пригоди, за фільм «Скарб нації: Книга Таємниць»

Women's World Awards
- 2004: Премія в категорії World Actress Award

Awards Circuit Community
- 2009: «Найкращий акторський склад» — «Безславні виродки»

Gold Derby Awards
- 2010: «Найкращий акторський склад» — «Безславні виродки» (2009)

Премія Jupiter
- 2013: Найкраща міжнародна акторка — «Прощавай, моя королево» (2012)

Кінофестиваль у Ньюпорт-Біч
- 2013: Премія журі найкращий акторці — фільм «Заміж на 2 дні» (2012)

Баварська кінопремія
- 2018: Найкраща акторка — «На межі» (2017)

Film Club's The Lost Weekend
- 2018: Найкраща акторка — «На межі» (2017)

Премія «Супутник»
- 2018: Найкраща кіноакторка — фільм «На межі» (2017)

## Моделінг та громадська діяльність
Крюгер досконало володіє 3 мовами: німецькою, французькою і англійською. Крім цього, 8 років вивчала в школі латину, а перед роботою в фільмі «Тигрові загони» (2006) їй довелося вивчати й російську.
Улюблений модельєр акторки — Марк Джейкобс. Вона дружила з німецьким модельєром Карлом Лагерфельдом. Більшість часу Крюгер проводить в Парижі і Ванкувері.
У травні 2005 року журнал Maxim опублікував ТОП-100 найперспективніших та найбільш актуальних жінок планети: Діане Крюгер опинилася на 50 місці.
Крюгер є амбасадоркою бренду виробника годинників Jaeger-LeCoultre. У грудні 2009 року вона була оголошена як глобальна прес-секретарка для L'Oréal.
У травні 2010 року було оголошено, що Крюгер стане обличчям нового аромату від фешн-дому Calvin Klein.
До середини 1990-х працювала моделлю під справжнім ім'ям Діане Гайдкрюґер.
Діане Крюгер стала першою німкенею, яка вела церемонію Каннського кінофестивалю в 2007 році.
Акторка активно підтримує Дитячий фонд ООН.
У 2004 році Крюгер була нагороджена премією «Жінкам, які змогли поліпшити світ» (Women's World Awards).